# ムー大陸

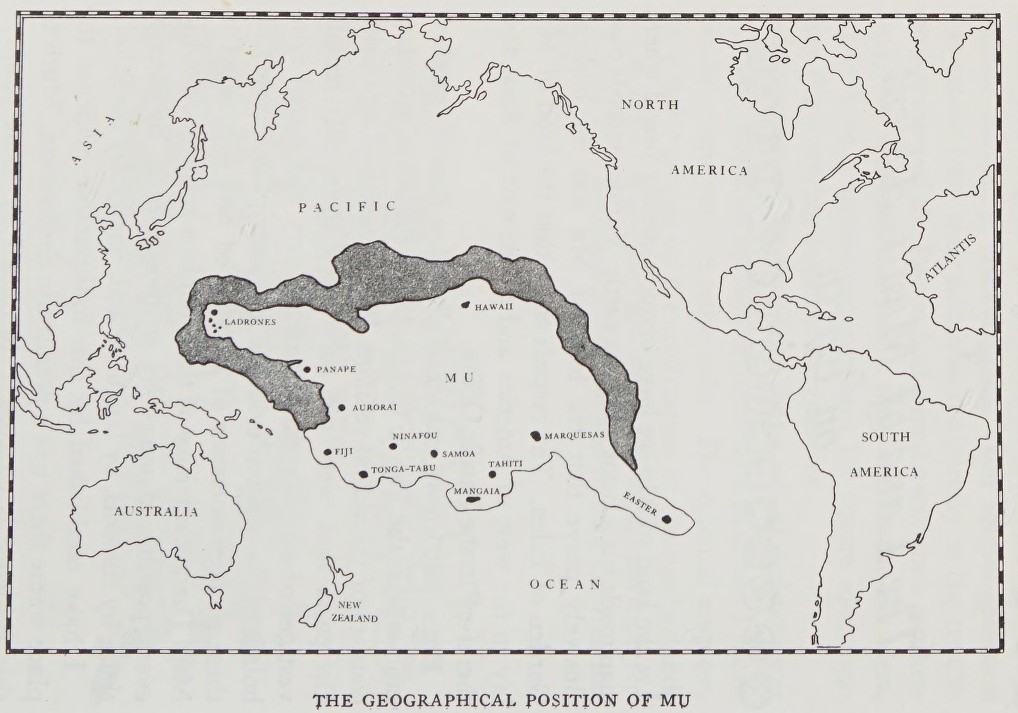
ムー大陸があり、右にはアトランティス島がある

ムー大陸（ムーたいりく、英: Mu）は、かつて太平洋の南中央部に存在したが天変地異により水没した、とされる大陸。現在では、複数の海底探査結果によってその存在は学術的に否定されている。

## 概要
一部の研究者が主張していた空想上の大陸であり、現在はその存在は否定されている。
ジェームズ・チャーチワードの著作によると、ムー大陸は約1万2000年前まで太平洋上に存在したという東西7000km、南北5000kmにもなる大陸で、現在のハワイ諸島やマリアナ諸島、 イースター島など南太平洋上に点在する島々が陸続きになっていたとされる。世界でも類を見ないほど栄華な文明を誇ったとされるが、約1万2000年前に巨大地震などの天変地異が起こり、一夜にしてムー大陸は水没したという。しかし、チャーチワード自身の身分詐称や、ムー大陸を記したとされる一次資料自体にも疑義が持たれるようになり、信憑性が低下。イースター島やポリネシアの島々を、滅亡を逃れたムー大陸の名残であるとする説もあったが、決定的な証拠となる遺跡遺物などは存在せず、海底調査でも巨大大陸が海没したことを示唆するいかなる証拠も見つかっておらず、伝説上の大陸であるとされる。

## 「ムン」の語源とムーについて

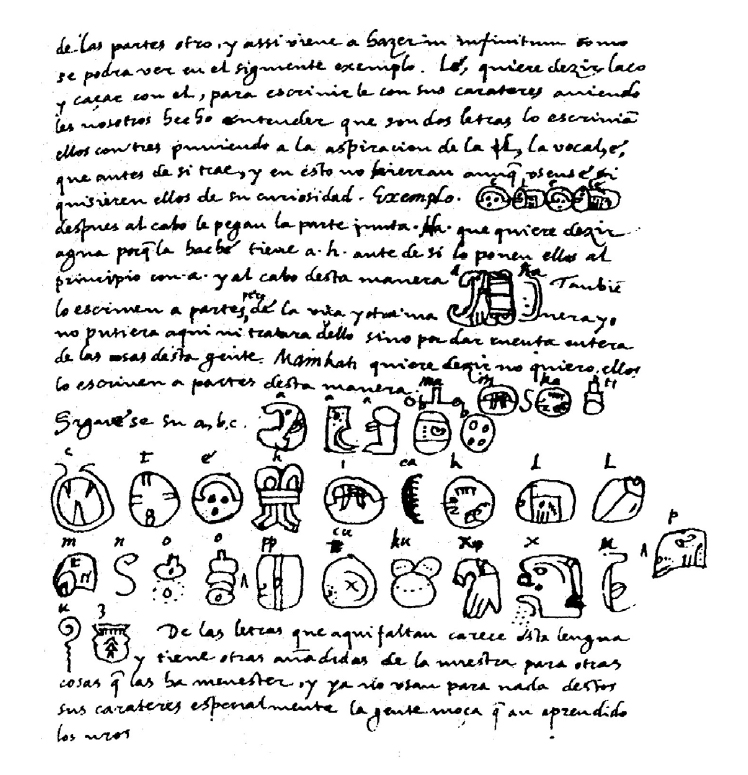
ディエゴ・デ・ランダ著『ユカタン事物記』に記載されたランダ・アルファベット

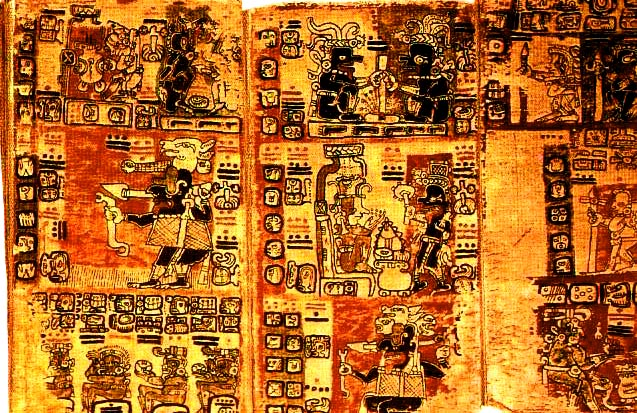

1862年頃、フランスの聖職者シャルル=エティエンヌ・ブラッスール・ド・ブルブール（ 1814–1874年）は、マドリードの王立歴史学会の図書室で、ユカタン司教（en）のディエゴ・デ・ランダ・カルデロン（1524 - 1579年）が書き残した『ユカタン事物記』を発見し、マヤ文字とスペイン語のアルファベットを対照させた表（ランダ・アルファベット）を見出した。ブラッスールはランダ・アルファベットを使ってトロアノ絵文書をキチェ語で解読し、トロアノ絵文書には「ムン」（Muｍ）と呼ばれる王国が大災害によって陥没した伝説が描かれており、アトランティス伝説と類似性があると1863年に発表した。この論文により「ムン」という単語が生まれた。実際のマヤ文字は表語文字と音節文字が混ざった複雑な体系であり、近年の解読によりこの翻訳が完全に誤りであったことが証明されている（マヤ文字参照）。
アメリカ合衆国の政治家イグネイシャス・ロヨーラ・ドネリー、1831 - 1901年）は、1882年発表の『アトランティス - 大洪水前の世界』（Atlantis, the Antediluvian World）の中で、ブラッスールによるトロアノ絵文書の解読を新大陸の文明がアトランティス文明の末裔であることの重要な証拠として引用し、ムー王国の話が有名になった。またジャージー島出身の遺跡写真家として知られるオーギュスト・ル・プロンジョン（Augustus Le Plongeon, 1825 - 1908年）もランダ・アルファベットによりトロアノ絵文書を翻訳し、アトランティス大陸崩壊後にムーの女王モーがエジプトに渡り、女神イシスとしてエジプト文明を作ったと主張した。

## チャーチワードによるムー大陸と顛末
英国陸軍大佐を詐称（英国陸軍に在籍の記録がない）していたアメリカ合衆国の作家、ジェームズ・チャーチワードによる説。彼は『失われたムー大陸』（「The Lost Continent of Mu Motherland of Man」1926年、「The Lost Continent of Mu」1931年）等の一連の著作で、ムー大陸の環境や文化についても詳述している。一連の著書によれば、かつて太平洋の中央部には、東西7,000キロメートル、南北5,000キロメートルにも渡る巨大なムー大陸があったと主張。大陸に住んでいた人口はおよそ6,000万人強、首都ヒラニプラにある王宮には太陽神の化身である帝王ラ・ムーが君臨し、政治や行政、宗教に至るまでのすべてを統治し、全文明を支配できるほどの高度な学問と文化、建築、航海の術を持っており白人が支配者である超古代文明が繁栄していた。しかしそれが神の怒りを買い、約1万2,000年前に巨大地震が発生して大陸中の火山が噴火し、さらに大津波が押し寄せて、ムー大陸は一夜にして海底に沈没した、と主張した。
チャーチワードによれば、1868年（16歳）にインドに従軍し、現地のヒンドゥー教寺院の高僧が、寺院の門外不出の粘土板「ナーカル碑文」(Naacal tablets) を見せてくれたという。それには、ムー大陸（チャーチワードによると発音はMOO）の記録が絵文字で彫られていた。また、ウィリアム・ニーヴン (William Niven)なる米国の技師がメキシコで発見したという古代の石板からも、「ナーカル碑文」と同じ絵文字が記されていたという。それらを含めて、種々の古代文献を挙げて、ムー大陸が実在した証拠としている。さらに、チャーチワードは旧約聖書の『創世記』の物語はムー大陸滅亡の記録であると主張している。
しかしチャーチワードは、それら古代文献を翻訳した引用文しか発表せず、原典自体は示していない。その古代文献の中には、現在解読されていないイースター島の碑文（ラパヌイ文字またはロンゴロンゴ文字と呼ばれるもの）が含まれている。
やがて、チャーチワードの身分詐称が発覚すると、ムー大陸の記述があるとされた一次資料自体にも疑義が持たれるようになり、その信ぴょう性は低下する。20世紀後半になって太平洋の海洋底探査が広く行われると、ムー大陸の存在を真っ向から否定するデータが次々と出てきた。

## 海洋底探査による学術的な否定
チャーチワードの時代（20世紀初頭）は、太平洋の深海まで潜って海底探査を行うための科学技術力がまだなく、ムー大陸は肯定であれ否定であれ証明する手段がなかった。20世紀後半に入ると、海底1万メートルの海溝最深部でも潜れる深海探査艇（バチスカーフなど）が作られ、本格的な海洋底探査が可能となった。地中を探るボーリング技術も格段に向上し、深海底のさらに下にある地層掘削までも可能になった（地球深部探査船「ちきゅう」も参照のこと）。科学技術の発展により、太平洋の各海域で探査が行われるようになると、「太平洋の海底は、1億年前や数千万年前からずっと海だった」ことを示唆するデータが相次いだ。
1968年から1984年の間に太平洋全域で深海堆積物の掘削が行われ、東京大学海洋研究所の小林和男名誉教授らが2,000超に及ぶ太平洋海底のサンプルからレアアース泥の分布を調べた結果、南東太平洋では平均層厚が8.0メートル、中央太平洋では平均層厚23.6メートルものレアアース泥が存在することが分かった。高濃度のレアアース泥は100万年かかっても50センチメートル未満の堆積に過ぎないとされているため、8 - 23メートル堆積した場所は、数千万年前から海底であったことが示された。
同様に各海域で調べられた中部太平洋のマンガン団塊（生成速度は1,000年間で0.5センチメートル以下）の分布も、現在の太平洋中央域が数千万年前から海底であったことを示唆するデータであった。これは日本でも、南鳥島の近海で密集したマンガン団塊が発見され、海底で長い歳月をかけて形成された海底資源としてニュースになった。
海底堆積物のさらに下にある海底地質調査でも、数千年前からずっと海底だったことを示すデータが出てきた。もしも沈んだ大陸があれば花崗岩質岩石の厚い大陸地殻が海底地質に存在するのだが、各海域で行われたボーリンク調査の結果は玄武岩質岩石の典型的な海洋地殻で、大陸の陥没を示す痕跡は確認されなかった。
地質の年代測定では、海嶺部分が最も年代が新しく、海嶺から離れるにつれて年代が古くなるというプレートテクトニクス（大陸移動説）の正しさを証明するもので、太平洋中央域については1億4300年 - 6500万年前という白亜紀からの海洋地殻だったことが判明した。
複数の海洋底探査によって「太平洋の海底は1億年前や数千万年前からずっと海だった」ことが示される一方、約1万2,000年前に突如として海に沈んだというムー大陸の痕跡は、海底堆積物からも海底地質年代からも見つからなかった。また、海洋底探査が証拠となったプレートテクトニクス理論により、大陸プレートが海底に没するには数千万年超の長い歳月が必要である（ムー大陸のように短期間の大陸沈没が起こりえない）ことも、地球科学におけるコンセンサスとなった。現在までに判明した海洋底探査の様々な学術データの統合から、約1万2,000年前に太平洋から突如沈んだとされるムー大陸は存在しなかったと考えられている。

## オカルティズム・新宗教におけるムー大陸
神智学系の多くの書物において、ムー大陸＝レムリア大陸説が主張され、その位置については太平洋にユーラシア大陸と同位の大陸が存在したと説かれる。また、文明の指導者ラ・ムーについての言及があり、彼に従った人々は沈没滅亡を免れ、日本人やネイティブ・アメリカンに繋がる祖先になったと説く（詳細はレムリアを参照）。
1950年代初期から広まった、宇宙人とコンタクトしたと主張する予言者や団体によるUFO信仰（ユーフォロジー）は、神智学的・秘教的伝統の系譜と明らかに似通っており、しばしばムー大陸やアトランティス大陸といった沈んだ大陸というアイデアが見られる。宇宙存在バシャールとチャネリングしたというダリル・アンカは、ムー大陸について詳細に語っているが、内容の大部分は上記の神智学系と同一である。
日本の新宗教には、チャーチワードや竹内文書の影響を受け、ムー大陸は実在し日本人はその子孫であると考える教団がある。真光系諸教団ではムー古代文明の直系とした日本中心主義を唱え、幸福の科学も日本人はムーの子孫とし日本を中心視するが、真光より国際主義的である。

## 日本におけるムー大陸伝説
日本でのムー大陸の紹介記事は1932年（昭和7年）8月7日の『サンデー毎日』の記事「失はれたMU（ミュウ）太平洋上秘密の扉を開く」（三好武二）をはじめ、1938年（昭和13年）7月の『神日本』2巻7号（神之日本社）の「陥没大陸ムー国」など多数紹介されていた。現在ではその名が冠された雑誌『ムー』の誌名でも知られる。
出口王仁三郎は、チャーチワードが『失われたムー大陸』（1926年、1931年）を発表する4年前の1922年（大正11年）に、『霊界物語』第9巻の総説歌で「太平洋の真中に 縦が二千と七百浬 横が三千一百浬 黄泉（よもつ）の島や」と書いて、太平洋に巨大な大陸があったと述べている（2,700海里＝約5,000キロメートル、3,100海里＝約5,700キロメートル）。チャーチワードは1931年の著作の中で、日本人はムー大陸住民の支配層だった白人の子孫であり、その血をかなり純粋に維持していると述べ、日本とムー大陸に接点があるとに記している。1932年（昭和7年）に大阪毎日新聞でチャーチワードのムー大陸説が報道されると、ムー大陸とは霊界物語の黄泉島（よもつじま）のことである、と述べている。ムー大陸が沈没したことも、霊界物語第12巻第27章で書いている。
古史古伝の竹内文書を紹介した1940年（昭和15年）10月刊行の『天国棟梁天皇御系図宝ノ巻き前巻・後巻』（児玉天民 太古研究会本部）で葺不合朝（ウガヤフキアエズ王朝）69代神足別豊鋤天皇の代に、「ミヨイ」と「タミアラ」という大陸（というよりも島）が陥没したとし、その世界地図が記載されている（1934年（昭和9年）5月の『大日本神皇記』（皇国日報社）では4代天之御中主神身光天皇と35代の千足媛不合10代天日身光萬國棟梁天皇の時とする。ただし「ミヨイ」や「タミアラ」の名称はない）。竹内文書では、これらの島では五色人（白人・黒人・赤人・青人・黄人）と王族の黄金人が暮らしていたが、天変地異で島が沈んだために天の岩船で日本など太平洋の沿岸域に避難したとする。「ノアの洪水」に代表される世界の大洪水は、このときの「ミヨイ」と「タミアラ」の水没の影響としている。なお、この竹内文書自体が明治から大正にかけて竹内巨麿によって創作された偽書と認識されている。
チャーチワードの論は、戦時下において、日本の起源を世界的な出来事と位置づけたいと考える一部の急進的な愛国者の間で支持された。仲小路彰や藤沢親雄、仲木貞一などによって、天皇家はムーの子孫であり、日本人こそムーの正統であるという主張がなされ、日本の天皇こそが世界における正統な支配者であるということ、また、当時の日本が委任統治していたミクロネシアなどの南洋支配の正統性を裏付ける根拠の一つとされたが、国が教育する天皇像や皇国史観から大きく逸脱しているため、同じ右翼系論壇からも批判され次第に消滅していった。

## 「ムー文明」論

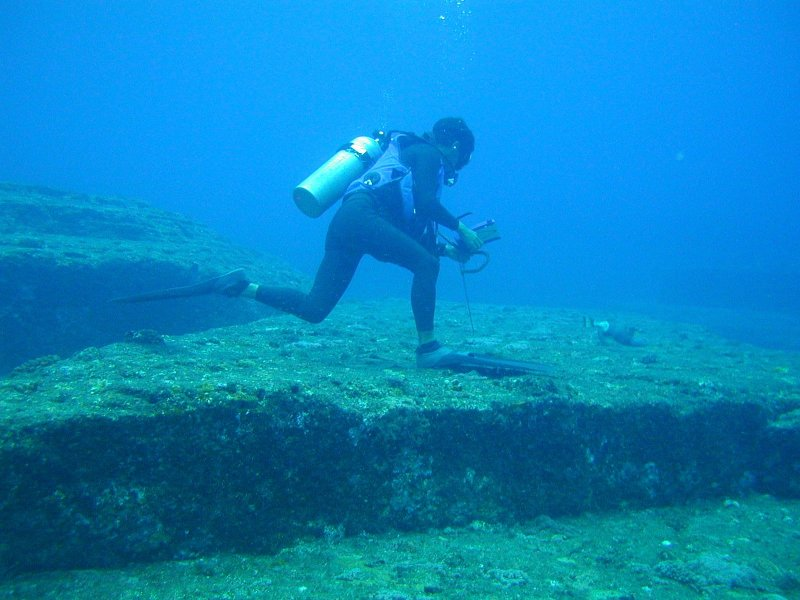
与那国島海底地形

地球物理学者の竹内均は、1980年に『ムー大陸から来た日本人』（徳間書店）を発表し、ムー大陸はなかったが、ムー文明はあったのではないかとの説を提示した。また従来のムー大陸を批判しながらも、アルフレート・ヴェーゲナーが提唱した大陸移動説やプレートテクトニクス説の知識を援用しながら、この問題に接近した。
また、与那国島の「海底遺跡」を調査している木村政昭は、自著でこの「海底遺跡」と太平洋各地の石造物を結びつけて「ムー文明」の痕跡であると主張している。
こうした概念は、日本以外ではむしろパシフィス大陸という空想と結びつけて語られることが多い。

## 海上帝国説
ムー大陸の存在が科学的に否定されたことから、ムー大陸の正体をトンガ大首長国のような「海上帝国」であるとした、「合理的解釈」も見られる（実際にトンガ大首長国の最盛期の領域は、伝説のムー大陸に匹敵する規模である）。ただし上記の通りチャーチワードの主張そのものに問題があり、それを元に合理的解釈を加えても意味が無いとする反論がある。

## 大陸棚説
氷期の終焉による海面上昇によって水没した大陸棚（スンダランドなど）とする説。ただこの説によるとチャーチワードの称えたムー大陸説とは位置や規模に相違が大きく、また存在を裏付けるとされる海中遺跡も沿岸部に集中し、その遺跡の信憑性も乏しいことから一般の支持を集めるには至っていない。